# Eurició (centaure)
D'acord amb la mitologia grega, Eurició (en grec antic Εὐρυτίων) és el nom d'un dels centaures que, convidats a les noces de Pirítous, van voler raptar la núvia, Hipodamia, fet que provocà una lluita ferotge entre els làpites i els centaures. Gràcies a la intervenció dels herois convidats per Pirítous, la lluita va poder acabar amb la victòria dels humans. Força sovint s'explica que Teseu va participar en aquesta batalla memorable i va ser des d'aquell moment, amic de Pirítous.